# Idiasta titaguensis
Idiasta titaguensis is een insect dat behoort tot de orde vliesvleugeligen (Hymenoptera) en de familie van de schildwespen (Braconidae). De wetenschappelijke naam van de soort werd voor het eerst geldig gepubliceerd door Tormos, Gayubo & Asis in 1991.